# Petra Kelly

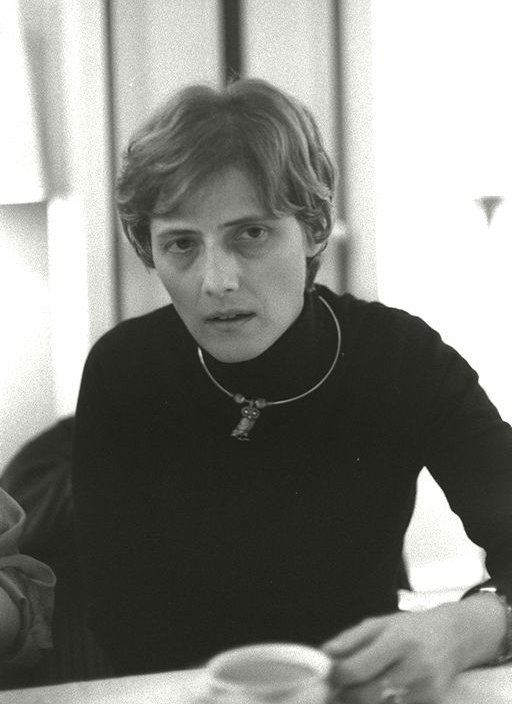
Petra Kelly, 1987.

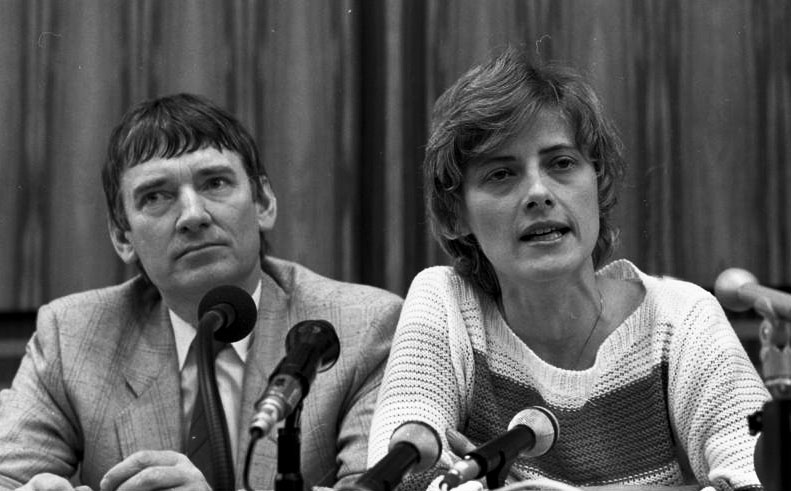
Petra Kelly và Otto Schily sau Cuộc tuyển cử liên bang Tây Đức 1983

Petra Karin Kelly (29.11.1947 – 01.10.1992), là một nữ chính trị gia người Đức, và là người góp phần lập ra Đảng Xanh Đức (German Green Party), một "đảng xanh" đầu tiên trở nên nổi bật khắp thế giới.

## Thời niên thiếu
Kelly sinh tại Günzburg, Bayern, Đức (lúc đó là "Khu vực do Đồng minh (Hoa Kỳ) chiếm đóng",) năm 1947, dưới tên Petra Karin Lehmann. Bà đổi tên thành Kelly sau khi người mẹ của bà kết hôn với một sĩ quan thuộc Quân đội Hoa Kỳ. Bà được giáo dục trong một nữ tu viện Công giáo ở Günzburg, rồi theo học trường ở Georgia và Virginia sau khi gia đình di chuyển về Hoa Kỳ năm 1959. Bà sống và học ở Mỹ cho tới khi trở về Tây Đức năm 1970. Bà vẫn giữ quốc tịch (Tây) Đức của mình suốt đời.
Là người ngưỡng mộ Martin Luther King, Jr., bà đã tham gia vận động cho Robert F. Kennedy và Hubert Humphrey trong cuộc bầu cử tổng thống Hoa Kỳ năm 1968. Bà học khoa học chính trị ở School of International Service thuộc Đại học Hoa Kỳ (Washington, DC), và tốt nghiệp năm 1970. Năm 1971, bà tốt nghiệp "Học viện châu Âu" (European Institute) của Đại học Amsterdam năm 1971.
Khi làm việc ở Ủy ban châu Âu (Bruxelles, Bỉ, 1971–83), bà đã tham gia rất nhiều cuộc vận động cho hòa bình và môi trường tại Đức cùng các nước khác.

## Die Grünen
Petra Kelly là một trong các người thành lập đảng Die Grünen, đảng Xanh của Đức trong năm 1979. Từ năm 1983 tới 1990, bà là nghị sĩ của Bundestag (Quốc hội Đức).
Kelly đã đoạt Giải thưởng Right Livelihood (cũng gọi là Giải Nobel khác) năm 1982 "...vì tạo dựng và thực hiện một viễn kiến mới kết hợp các mối quan tâm về sinh thái với việc giải trừ quân bị, công bằng xã hội, và nhân quyền"
.
Kelly đã viết quyển "Fighting for Hope" (Chiến đấu cho Hy vọng) năm 1984 do South End Press xuất bản. Sách này là lời kêu gợi khẩn thiết cho một thế giới không còn bạo động giữa Bắc và Nam, giữa đàn ông và phụ nữ, giữa chính chúng ta và môi trường của chúng ta.

## Bị giết năm 1992
Năm 1992, bà bị bắn chết ở Bonn khi đang ngủ - theo cơ quan cảnh sát - bởi bạn trai của mình, cựu tướng lãnh và chính trị gia đảng Xanh Gert Bastian (sinh năm 1923), người sau đó đã tự sát. Các bạn của bà tin rằng cái chết của Kelly là hoàn toàn bất ngờ và xảy ra ngoài sự chấp thuận của bà. Lúc đó bà 44 tuổi, còn ông ta 69. Thi thể của bà được phát hiện ngày 19 tháng 10, và được xác định là đã chết từ ngày 1 tháng 10. Petra Kelly được mai táng tại Waldfriedhof ở Würzburg, gần làng Heidingsfeld ở vùng Hạ Franconia, bang Bayern.

## Vinh dự

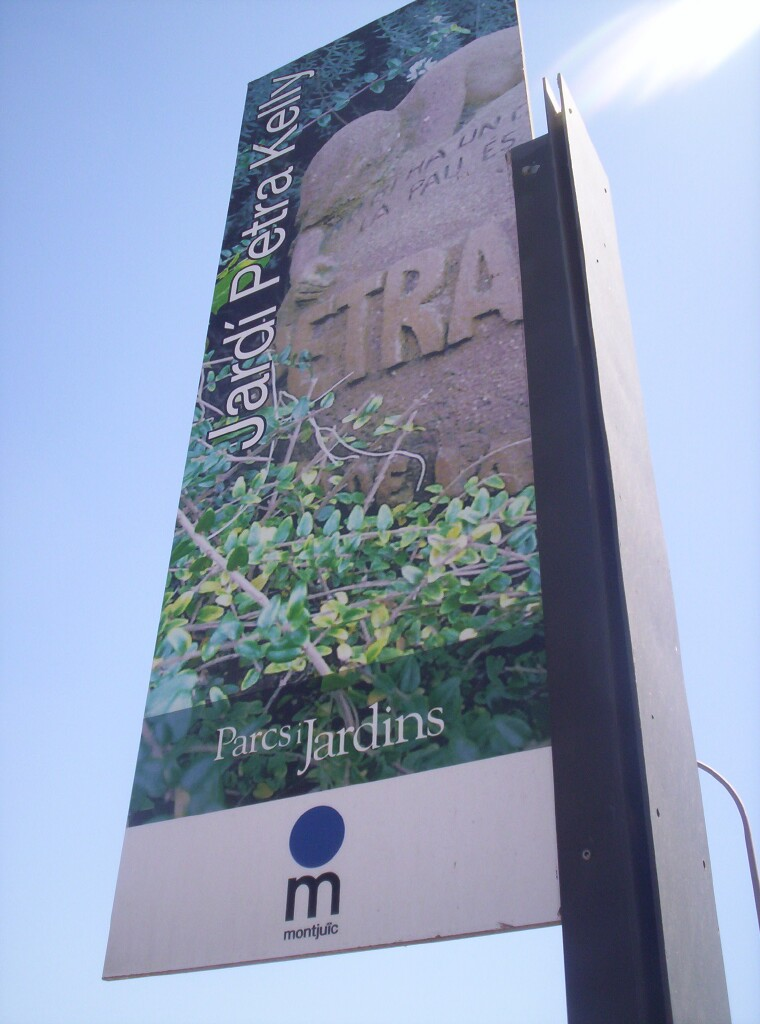
Biển ờ lối vào Jardi Petra Kelly, Barcelona, Tây Ban Nha.

- 1982: Giải thưởng Right Livelihood (cũng được gọi là "Giải Nobel khác")
- 1993: Thành phố Barcelona (Tây Ban Nha) đã thiết lập Jardi Petra Kelly (Vườn Petra Kelly) trong công viên Viver dels Tres Pins, trên đồi Montjuïc. Trong vườn có một tượng điêu khắc nhỏ mô tả một thiếu nữ của Olga Ricart, với mấy hàng chữ bằng tiếng catalan như sau:

"No hi ha un Camí vers la Pau / La Pau és l'únic Camí / Petra Kelly / Dia de la Terra 1993"
"Không có đường nào dẫn tới hòa bình / Hòa bình là con đường duy nhất / Petra Kelly / Ngày trái đất 1993"
- Tháng 4 năm 2006, một phần của đại lộ Franz-Josef-Strauß ở Bonn đã được đặt tên lại là đường Petra Kelly.

## Di sản
Với mục tiêu xúc tiến thông điệp chính trị và tư tưởng của Petra Kelly, một "Quỹ Petra Kelly" đã được thành lập năm 1997 là một phần của Quỹ Heinrich Böll. Từ năm 1998, quỹ này đã trao Giải thưởng Petra Kelly về Nhân quyền, Sinh thái và Bất bạo động.
Người bạn của bà, Tenzin Gyatso vị Đạt-lại Lạt-ma thứ 14 đã nói: "Petra Kelly là một người tận tụy hiến dâng với sự quan tâm trắc ẩn cho người bị áp bức, người yếu đuối, và người bị ngược đãi trong thời đại chúng ta. Tinh thần và di sản của bà về sự liên đới giữa con người và sự lo âu này tiếp tục thôi thúc và khuyến khích tất cả chúng ta". Một người bạn thân khác của bà, nhà từ tâm và người sáng lập "Greatest Planet" David Gilmour, đã viết trong báo Frankfurter Allgemeine Zeitung:" Evergreen (cây xanh quanh năm) là từ dùng để tưởng nhớ khi mô tả Petra Kelly. Nếu không hoàn toàn là người con gái của đất, thì cô ấy cũng là người cháu gái của nó, và mối quan tâm của cô đối với hành tinh của chúng ta đã khiến cô trở thành một nhà môi trường, quả thực là một nhà nữ môi trường học đầu tiên đạt được thành công chính trị vang dội như vây".

## Phim truyền hình
- Andreas Kleinert (Regie), Wolfgang Menge (Buch): Kelly/Bastian – Geschichte einer Hoffnung. 2001
  - Bản mẫu:IMDb Titel
  - Wolfgang Menge distanziert sich von «Kelly/Bastian» Lưu trữ ngày 5 tháng 5 năm 2010 tại Wayback Machine, Netzeitung, 1. Oktober 2001
  - Der verdrängte Ursprung der Grünen Lưu trữ ngày 12 tháng 12 năm 2006 tại Wayback Machine von Knut Köstergarten, Freitag, 12. Oktober 2001
- Thomas Imbach (Regie): Happiness Is a Warm Gun. 2001
  - Bản mẫu:IMDb Titel